# Street Gospels
Albums de Bedouin Soundclash
Sounding a Mosaic
(2005)
Street Gospels est le troisième album des Bedouin Soundclash, sorti le 21 août 2007.

## Liste des pistes
Tous les morceaux ont été écrits et composés par Bedouin Soundclash.
1. "Until We Burn in the Sun (The Kids Just Want a Love Song)" – 3:54
2. "Walls Fall Down" – 2:31
3. "St. Andrews" – 3:01
4. "Trinco Dog" – 2:58
5. "Hush" – 1:57
6. "Bells of '59" – 3:58
7. "Higher Ground" – 2:14
8. "12:59 Lullaby" – 3:43
9. "Nico on the Night Train" – 4:33
10. "Gunships" – 2:50
11. "Jealousy and the Get Free" – 3:34
12. "Midnight Rockers" – 3:47
13. "Hearts in the Night" – 3:03